# Live på Peace & Love 2009
Live på Peace & Love 2009 är en live-dvd av den svenska popartisten Håkan Hellström som släpptes den 2 december 2009. DVD:n består av 20 låtar, varav de fem sista är extranummer, inspelade på Peace & Love-festivalen i Borlänge den 27 juni 2009. DVD:n har en speltid på 122 minuter.

## Låtlista
1. "Tro och tvivel"
2. "Ramlar"
3. "Dom kommer kliva på dig igen"
4. "Kär i en ängel"
5. "Gårdakvarnar och skit"
6. "Jag har varit i alla städer"
7. "Jag vet inte vem jag är men jag vet att jag är din"
8. "Jag hatar att jag älskar dig och jag älskar dig så mycket att jag hatar mig"
9. "Sång i buss på villovägar 2007"
10. "Mitt Gullbergs kaj paradis"
11. "Klubbland"
12. "Hurricane Gilbert"
13. "Känn ingen sorg för mig Göteborg"
14. "En midsommarnattsdröm"
15. " Kärlek är ett brev skickat tusen gånger"
16. "För sent för edelweiss" (extranummer)
17. "För en lång lång tid" (extranummer)
18. "Kom igen Lena!" (extranummer)
19. "Bara dårar rusar in" (extranummer)
20. "Nu kan du få mig så lätt" (extranummer)

### Extramaterial
- Ett snack på Stigbergsliden (17 min) - Håkan Hellström och hans kompband berättar bland annat om spelningen och om hur deras privatliv förändrats genom åren.